# Ibn al-Shatir

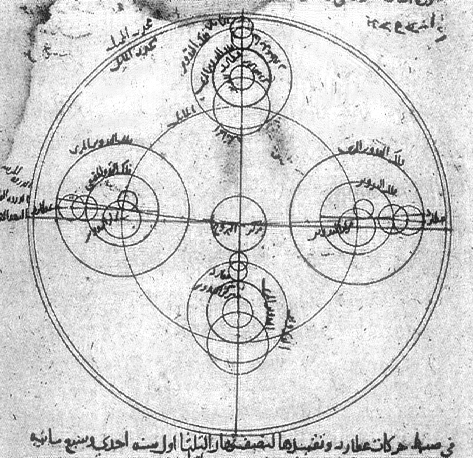
Model voor de baan van Mercurius, gemaakt door Ibn al-Shatir.

Ibn al-Shatir (1304- 1375) was een Arabische astronoom uit Damascus. Hij werkte in de Grote Moskee van Damascus waar hij de datum- en tijdrekening bijhield. 
Sinds zijn jeugd was Shatir wees. Hij studeerde enige tijd in Alexandrië, maar keerde vrij snel naar Damascus terug.
Shatirs belangrijkste werk handelt over de beweging van de planeten. Hij bouwde voort op eerder werk van Nasir al-Din al-Toesi. Zijn werk "Kitab nihayat as-sul fi tashih al-usul" ("De laatste zoektocht naar het Rechtzetten van de Beginselen") gaat over de beweging van de planeten. Hij verbeterde het model van Ptolemaeus. Diverse tekeningen uit het werk van Copernicus 
zijn identiek aan het werk van Shatir, dus het is waarschijnlijk dat Copernicus Shatirs werk gekend moet hebben maar bewezen is dat niet.